# Província de Ouarzazate
La província de Ouarzazate (en àrab إقليم ورززات, iqlīm Warzazāt; en amazic ⵜⴰⵙⴳⴰ ⵏ ⵡⴰⵔ ⵣⴰⵣⴰⵝ) és una de les províncies del Marroc, fins 2015 part de la regió de Souss-Massa-Draâ i actualment de la de Drâa-Tafilalet. Té una superfície de 19.464 km² i 524.142 habitants censats en 2008. La capital és Ouarzazate.

## Demografia
| 439 072                                       | 499 980 | 524 142 |
| 1994, 2004 : cens oficial ; 2008 : estimació. |         |         |

## Divisió administrativa
La província de Ouarzazate consta de 2 municipis i 15 comunes:
| Nom                | Codi geogràfic | Tipus        | Llars | Població (2004) | Estrangers | nacionals | Notes                                                                                    |
| ------------------ | -------------- | ------------ | ----- | --------------- | ---------- | --------- | ---------------------------------------------------------------------------------------- |
| Ouarzazate         | 401.01.07.     | Municipi     | 10767 | 56616           | 89         | 56527     |                                                                                          |
| Taznakht           | 401.01.09.     | Municipi     | 1179  | 6185            | 0          | 6185      |                                                                                          |
| Ait Zineb          | 401.03.01.     | Comuna rural | 1518  | 9233            | 9          | 9224      |                                                                                          |
| Amerzgane          | 401.03.03.     | Comuna rural | 1290  | 7593            | 1          | 7592      |                                                                                          |
| Aznaguen           | 401.03.05.     | Comuna rural | 1872  | 12040           | 0          | 12040     |                                                                                          |
| Ighrem N'Ougdal    | 401.03.07.     | Comuna rural | 2209  | 14014           | 7          | 14007     |                                                                                          |
| Khouzama           | 401.03.09.     | Comuna rural | 1373  | 8191            | 0          | 8191      |                                                                                          |
| Ouisselsate        | 401.03.11.     | Comuna rural | 2413  | 15361           | 2          | 15359     |                                                                                          |
| Siroua             | 401.03.13.     | Comuna rural | 1482  | 9633            | 0          | 9633      |                                                                                          |
| Telouet            | 401.03.15.     | Comuna rural | 2035  | 14211           | 0          | 14211     |                                                                                          |
| Tidli              | 401.03.17.     | Comuna rural | 2169  | 14660           | 1          | 14659     |                                                                                          |
| Ghassate           | 401.07.01.     | Comuna rural | 1233  | 8815            | 0          | 8815      |                                                                                          |
| Idelsane           | 401.07.03.     | Comuna rural | 1214  | 8140            | 0          | 8140      |                                                                                          |
| Imi N'Oulaoune     | 401.07.05.     | Comuna rural | 2654  | 19968           | 0          | 19968     |                                                                                          |
| Skoura Ahl El Oust | 401.07.07.     | Comuna rural | 3445  | 22880           | 4          | 22876     | 2808 residents viuan al centre. anomenat Skoura; 20072 residents viuen a àrees rurals.   |
| Tarmigt            | 401.07.09.     | Comuna rural | 5241  | 30871           | 20         | 30851     | 21168 residents viuan al centre. anomenat Tabounte; 9703 residents viuen a àrees rurals. |
| Toundoute          | 401.07.11.     | Comuna rural | 1689  | 11877           | 2          | 11875     |                                                                                          |